# Superdona
En sociologia, una superdona (en anglès, superwoman) o supermamà és una dona occidental que treballa dur per gestionar múltiples funcions com la de treballadora, una mestressa de casa, una voluntària, una estudiant o altres ocupacions que requereixen molt de temps. La noció de "superdona" difereix de la de " dona de carrera " en què aquesta última inclou habitualment el sacrifici de la vida familiar a favor de la carrera professional, mentre que una superdona s'esforça per sobresortir en tots dos.
Una sèrie d'altres termes es deriven de "superdona", com ara la síndrome de la superwoman, la pressió de la superwoman (una pressió sobre una superdona perquè funcioni bé en els seus múltiples papers), i el complex de superwoman (l'expectativa de que una superdona pot i ha de fer-ho tot). Marjorie Hansen Shaevitz va titular el seu llibre The Superwoman Syndrome el 1984.

## Feminisme posterior a la segona onada

### Origen del terme
La noció es va reconèixer per primera vegada en el feminisme estatunidenc posterior a la segona onada dels anys setanta i vuitanta, amb el canvi del paper tradicional de la dona de mestressa de casa cap a una forma de vida més orientada a la carrera. Aquesta vida implicava la recerca tant dels rols femenins tradicionals a la llar com amb els fills, com la recerca d'objectius tradicionalment masculins en forma de llocs de treball i estatus social públic.

### Crítica
El terme i el seu concepte han estat criticats dins del moviment feminista. La feminista i historiadora anglesa Lucy Delap argumenta que la idea de la "superdona" ha estat percebuda com a excloent per molts acadèmics feministes. A més, Betty Friedan, una feminista nord-americana, al seu llibre The Second Stage argumentava que la "superdonicitat" dels anys vuitanta ha portat a una doble esclavització de les dones, tant a casa com a la feina. El seu consell per a les feministes va ser passar a la "segona etapa" del moviment feminista i lluitar per remodelar els dos rols de gènere i redefinir els valors socials, els estils i les estructures institucionals, perquè el compliment fos possible tant a la vida pública com a la privada sense la necessitat de sacrificar-se l'un per l'altre. Aquest anhel d'equilibri dins d'un marc feminista va ser anomenat un "canvi de l'ideal de la superdona a l'ideal de la dona equilibrada" per la feminista nord-americana Catherine Rottenberg.
A mesura que el paper de la "superdona" es va fer menys popular a la dècada de 1990, el model continuat de la "superdona" que encara s'utilitzava als anuncis també va rebre crítiques.
La noció de "superdona" també va enfrontar-se a la reacció dels crítics del feminisme de la segona onada principalment als anys vuitanta i noranta. Segons la periodista i feminista nord-americana Susan Faludi, aquestes crítiques van considerar la "superdonicitat" un objectiu feminista que no es va poder assolir a causa de l'acte de malabarisme en que es convertí el paper requerit per a les dones. Això va reafirmar, en l'època postfeminista, la idea que van proposar les antifeministes abans de la segona onada: que les dones no podien tenir una carrera, una vida familiar i ser realitzades alhora.

## Rellevància moderna
Malgrat l'augment del paper de la dona moderna en la força de treball dins de la cultura occidental actual, les responsabilitats domèstiques i la cura dels nens encara es perceben principalment com a treball femení. En el clima cultural actual, es poden trobar proves d'això a través d'estudis i també en recursos moderns, com ara guies per a pares en línia i llocs de discussió.